# ناوشکن کلاس ای (۱۹۲۹)
ناوشکن کلاس ای (۱۹۲۹) (به انگلیسی: A-class destroyer (1929)) یک کلاس از کشتی است که طول آن ۳۲۳ فوت (۹۸ متر) می‌باشد.